# Деян Попара
Деян Попара (босн. Dejan Popara; нар. 10 березня 2003, Требинє, Республіка Сербська, Боснія і Герцеговина) — боснійський футболіст, опорний півзахисник луганської «Зорі».

## Клубна кар'єра

### Ранні роки
Народився в місті Требинє, Республіка Сербська. Вихованець академії «Звієзди 09», де виступав за юнацьку та молодіжну команду клубу. У дорослому футболі дебютував 24 квітня 2019 року в переможному (4:0) домашньому поєдинку 28-го туру Прем'єр-ліги Боснії і Герцеговини проти зеницького «Челіка». Деян вийшов на поле на 84-й хвилині замість чорногорця Славена Степановича. Цей матч виявився єдиним для юного опорника в сезоні 2018/19 років. Наступного сезону зіграв у 3-х матчах вищого дивізіону боснійського чемпіонату. У сезоні 2021/22 років провів два поєдинки в Юнацькій лізі УЄФА за «Звієзду 09» проти турецького «Трабзонспора».

### «Борац» та «Слога»
Наприкінці лютого 2022 року перейшов до іменитішого клубу, «Бораца». За клуб з Бані-Луки дебютував 2 березня 2022 року в переможному (1:0) виїзному поєдинку Кубку Боснії і Герцеговини проти «Тузли Сіті». Попара вийшов на поле на 77-й хвилині замість чорногорця Мілана Вушоровича. Цей матч виявився єдиним для гравця у сезоні 2021/22 років. 14 липня 2022 року дебютував у Лізі конференцій УЄФА, в програному (1:3) виїзному поєдинку 1-го кваліфікаційного раунду проти фарерського Б36. Молодий опорник вийшов на поле в стартовому складі та відіграв увесь матч, а на 26-й хвилині отримав жовту картку. У Прем'єр-лізі дебютував за «Борац» вже наступного сезону, 24 липня 2022 року в програному (1:3) домашньому поєдинку 2-го туру проти «Сараєво». Деян вийшов на поле в стартовому складі, а на 58-й хвилині його замінив Амар Бегич. У сезоні 2022/23 років виходив на поле в 24-х поєдинках вищого дивізіону чемпіонату Боснії і Герцеговини.
На початку липня 2023 року пішов в оренди до «Слоги». Дебютував за добойський клуб 30 липня 2023 року в переможному (2:1) виїзному поєдинку 1-го туру Прем'єр-ліги Боснії і Герцеговини проти «Сараєво». Попара вийшов на поле в стартовому складі та відіграв увесь матч, а на 75-й хвилині отримав жовту картку. У першій половині сезону 2023/24 років виходив на поле в 17-ти поєдинках Прем'єр-ліги. Наприкінці грудня 2023 року повернувся в розташування «Бораца», але вже в середині січня 2024 року домовився про розірвання угоди з клубом і вільним агентом підписав повноцінний контракт зі «Слогою». Вже як повноцінний гравець клубу дебютував за слозький колектив 11 лютого 2024 року в переможному (1:0) домашньому поєдинку кубку Боснії і Герцеговини проти «Ігмана» (Коніц). Деян вийшов на поле на 46-й хвилині замість серба Зорана Карача. Перший матч після повернення до «Слоги» у Прем'єр-лізі провів 16 лютого 2024 року в 19-му турі проти мостарського «Вележа», в якому команди розписали нічию (0:0). Попара вийшов на поле в стартовому складі та відіграв увесь матч. Першим голом у дорослому футболі відзначився 26 жовтня 2024 року на 27-й хвилині переможного (2:0) домашнього поєдинку 11-го туру Прем'єр-ліги Боснії і Герцеговини проти габельського ГОШКа. Деян вийшов на поле в стартовому складі та відіграв увесь матч. За 2024-й календарний рік зіграв за «Слогу» в чемпіонаті країни 26 матчів (2 голи), ще 5 поєдинків провів у національному кубку.

### «Зоря» (Луганськ)
На початку січня 2025 року стало відомо, що «Зоря» цікавиться Деяном Попарою, а вже 8 січня 2025 року стало відомо, що луганський клуб підписав довгостроковий контракт з гравцем. За даними інтернет-порталу Transfermarkt «Зоря» заплатила за боснійського опорника 180 000 євро.

## Кар'єра в збірній
На міжнародному рівні дебютував за юнацьку збірну Боснії і Герцеговини (U-16) 26 квітня 2019 року в нічийному (0:0) домашньому поєдинку проти однолітків з Вірменії. Деян вийшов на поле на 63-й хвилині замість Олексія Голяніна. За юнацькі збірні Боснії і Герцеговини різних вікових категорій зіграв 24 матчі.
У футболці молодіжної збірної Боснії і Герцеговини дебютував 3 червня 2022 року в програному (0:3) виїзному поєдинку 6-ї групи кваліфікації молодіжного чемпіонату Європи проти Ірландії. Попара вийшов на поле на 71-й хвилині замість Петара Сучича. З 2022 по 2023 рік зіграв 6 матчів за боснійську «молодіжку» (1 - офіційний та 5 - товариських).

## Досягнення
«Борац» (Баня-Лука)
- Прем'єр-ліга Боснії і Герцеговини
  -  Срібний призер (1): 2022/23